# پارک بو گوم
پارک بو گوم (کره‌ای: 박보검؛ زادهٔ ۱۶ ژوئن ۱۹۹۳) بازیگر اهل کره جنوبی است.
او به خاطر طیف متنوعی از نقش‌هایش در سینما و تلویزیون شناخته شد. از جمله سریال‌هایی که وی در آن نقش آفرینی کرده است می‌توان به پاسخ به ۱۹۸۸، مهتاب نقاشی شده با ابرها، رویارویی و سلام هیولا اشاره کرد. او همچنین به همراه به سوزی و گونگ یو در فیلم سرزمین عجایب ایفای نقش کرد که در سال ۲۰۲۴ اکران شد.
پارک جوانترین هنرمندی است که توسط گالوپ کره به عنوان بازیگر سال معرفی شد. او همچنین اولین بازیگری است که در صدر لیست افراد مشهور قدرت کره توسط فوربز قرار گرفته است.
پارک متولد ۱۶ ژوئن ۱۹۹۳ در سئول است، او کوچک‌ترین فرد خانواده است. «بو-گوم» (寶劍) به معنای «شمشیر گرانبها» است. مادرش وقتی در کلاس چهارم بود درگذشت. او وقتی در مهد کودک بود یادگیری نواختن پیانو را شروع کرد و پیانیست و عضو گروه کر در کلیسا بود. او همچنین در تیم واریسی شنا مدرسه سئول مکدونگ میانه بود.
در طول دوران دبیرستان پارک، وی ویدئویی از خواندن و نوازندگی پیانو برای آژانس‌های برجسته مدیریت استعداد ارسال کرد که منجر به چندین پیشنهاد شد. پارک، در ابتدا می‌خواست خواننده شود وی در سال ۲۰۱۲ از دبیرستان Shinmok فارغ‌التحصیل شد، و در مارس ۲۰۱۴ به عنوان کارشناسی ارشد تئاتر موسیقی در دانشگاه میونجی ثبت نام کرد. با وجود کار بازیگری خود را، او به عنوان یکی از فعالان حفظ زندگی دانشگاهی و به نمایندگی فرهنگی در خارج از کشور برنامه تبادل دانشگاهی خود به اروپا اعزام شد. پارک همچنین یک نمایشنامه تک‌کاره را بر اساس آثار آنتون چکوف کارگردانی کرده‌است، و به عنوان مدیر موسیقی در تولید کلاس فارغ التحصیلان خود از Hairspray خدمت کرده‌است. وی لیسانس خود را در فوریه ۲۰۱۸ دریافت کرد.

## حرفه
پارک به عنوان یک بازیگر تحت عنوان Sidus HQ آغاز شد و در فیلم هیجان انگیز Blind (2011) نقش مهمی را ایفا کرد. وی سپس به Blossom Entertainment پیوست و در فیلم اکشن کمدی Runway Cop (2012)، درام یکباره KBS ویژه فیلم عکس (۲۰۱۲) و دوره درام عروس ماسک (۲۰۱۲) بازی کرد. در سال ۲۰۱۳، او اولین نقش اصلی خود را در درام آخر هفته Wamerful Mama با بازی پسر Playboy از شخصیت Bae Jong-ok فرود آورد.
در سال ۲۰۱۴، پارک نسخه نوجوانی از شخصیت لی Seo-jin را در ملودرام Wonderful Days بازی کرد و در ویولن و تار نوازنده بدخلقی در KBab2 کانابیل Naeil KBS2 بازی کرد، اقتباسی از مانگا ژاپنی Nodame Cantabile. این نقشها جایزه بهترین بازیگر نقش اول مرد را در جوایز KBS درام و جوایز APAN Star کسب کردند.
وی سپس در بخش نمایش‌های سخت روز (۲۰۱۴) در گیشه بازی کرد که در جشنواره کن و The Admiral: Roaring جریان (۲۰۱۴) نیز به نمایش درآمد که به بالاترین فیلم ناخوشایند کره ای در تمام دوران تبدیل شد.

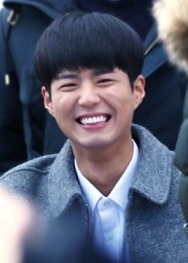
پارک در یک رویداد autograph برای پاسخ ۱۹۸۸، فوریه ۲۰۱۶

در ماه مه سال ۲۰۱۵، پارک به عنوان همکار در کنار ایرین رِد وِلِت به Music Bank پیوست. مطبوعات از آن‌ها به عنوان یکی از بهترین همکاری‌ها در تاریخ نمایش نام برد و پارک در جوایز سرگرمی KBS جایزه بهترین تازه‌وارد را دریافت کرد.
با گذشت از نقش‌های قبلی خود و تصویر عمومی، پارک با بازی در درام جنایی سلام هیولا (۲۰۱۵) توجه و تشویق تماشاگران و منتقدین به دست آورد. این تصویر برنده جوایز محبوبیت و بهترین بازیگر نقش مکمل مرد در جوایز پایان سال KBS درام شد. در همان سال، او در دختر سکه قفل که در جشنواره فیلم کن به نمایش درآمد، بازی کرد. این نقش برای او نامزد دریافت جایزه بهترین بازیگر نقش اول مرد در فیلم در جوایز Baeksang Arts شد و در یازدهمین جوایز MaxMovie یک جایزه Rising Star کسب کرد.
وی سپس در بخش سوم سریال «پاسخ» به عنوان یکی از اصلی‌ترین بازیگران بازی کرد، جایی که در پاسخ ۱۹۸۸ (۲۰۱۵) بازی نابغه Go-player Choi Taek را بازی کرد. این نمایش با ۱۸٫۸٪ رده‌بندی مخاطبان روبرو شد و آن را به بالاترین امتیاز درام کره ای در تاریخ تلویزیون کابل تبدیل کرد و نام پارک " برادر کوچک ملت " را به دست آورد. این نقش او را به فردی مشهور در کره تبدیل و به عنوان یک ستاره در حال ظهور موج کره ای معرفی کرد.
در فوریه سال ۲۰۱۶، پارک در برنامه سفر tvN " Youth Over Flowers: Africa" حضور داشت. وی پس از گذشت بیش از یک سال به عنوان میزبان بانک موسیقی، وی در ژوئن سال ۲۰۱۶ این نمایش را ترک کرد.

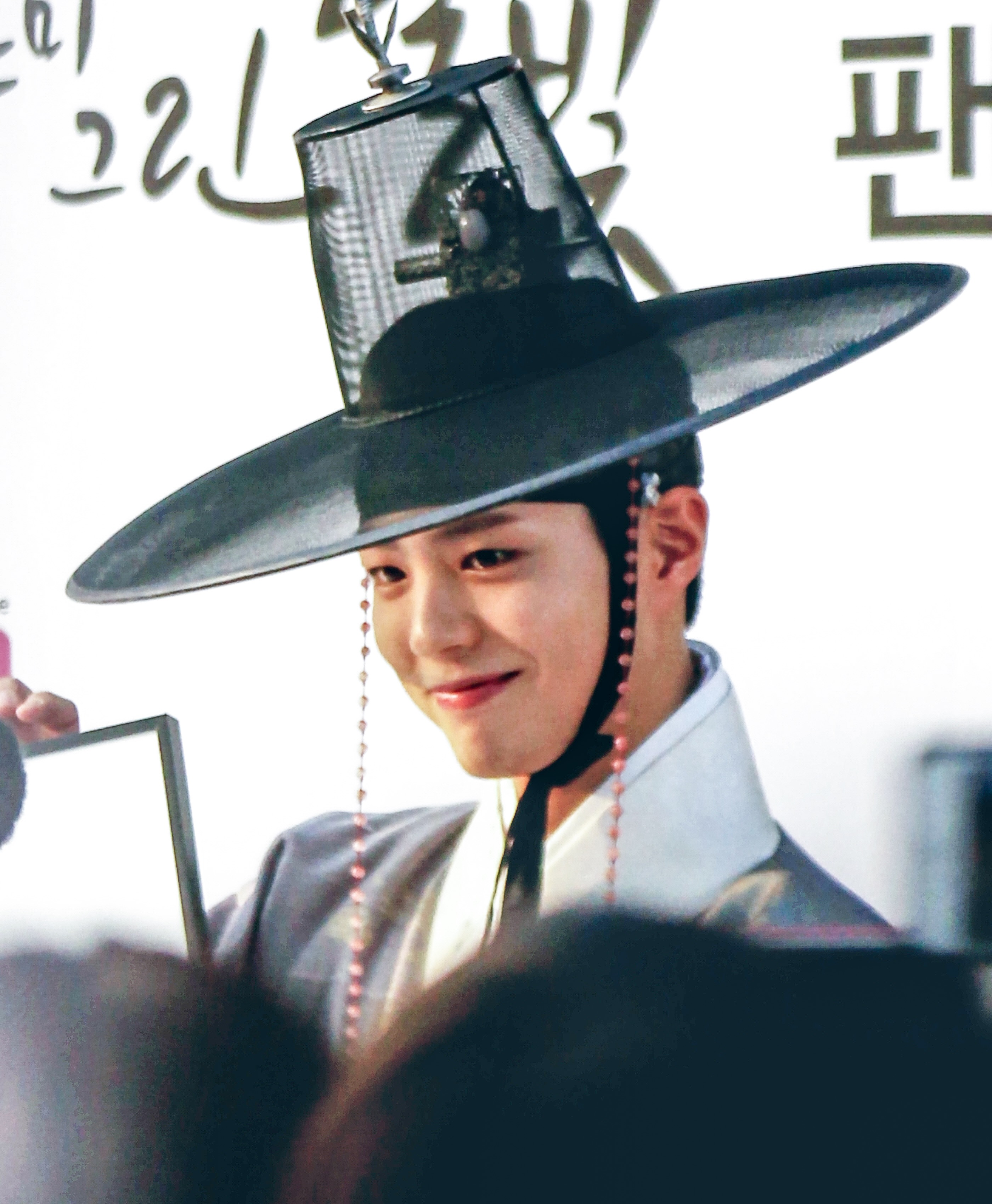
پارک در یک رویداد autograph برای عشق در مهتاب، اکتبر 2016

در اوت سال ۲۰۱۶، او درام تاریخی KBS2 در عشق Moonlight را در کنار کیم یو جونگ بازی کرد. Moonlight با یک ضربه داخلی و خارج از کشور، ۲۳٫۳ درصد به رتبه اوج مخاطبان رسید. محبوبیت آن "سندرم مهتاب " نامیده شد و وضعیت پارک را به عنوان یک بازیگر پیشرو همه‌کاره تقویت کرد. وی چندین جایزه برای این نقش از جمله نامزدی بهترین بازیگر نقش اول مرد و جایزه محبوبیت در ۵۳ دوره جوایز هنری Baeksang و همچنین جایزه برتر عالی در سی امین جوایز درام KBS دریافت کرد. پارک همچنین اولین موسیقی متن آهنگ خود را برای OST Moonlight با عنوان «شخص من» منتشر کرد که در صدر جدول Melon , Mnet , Bugs , olleh , Soribada , Genie، Naver و Monkey3 قرار گرفت و در شماره ۳ در نمودار موسیقی Gaon جای گرفت.
او در اولین آسیا و گسترده خود را آغاز کرده‌است فن‌میتینگ تور در دم پایان سال ۲۰۱۶، بازدید از هشت شهرستان‌ها و ملاقات بیش از ۳۰٬۰۰۰ طرفداران در این قاره شرق و جنوب شرقی مناطق تا مارس 2017.
او پس از وقفه دو ساله، او در صفحه کوچکی با برخورد عاشقانه-ملودرام (۲۰۱۸) در کنار Song Hye-kyo بازگشت.
در سال ۲۰۱۹، پارک در فیلم تریلر علمی تخیلی Seo Bok در نقش عنوان بازی کرد. در همان سال، پارک اولین تک آهنگ ژاپنی خود را "Bloomin" منتشر کرد.

## تصویر عمومی

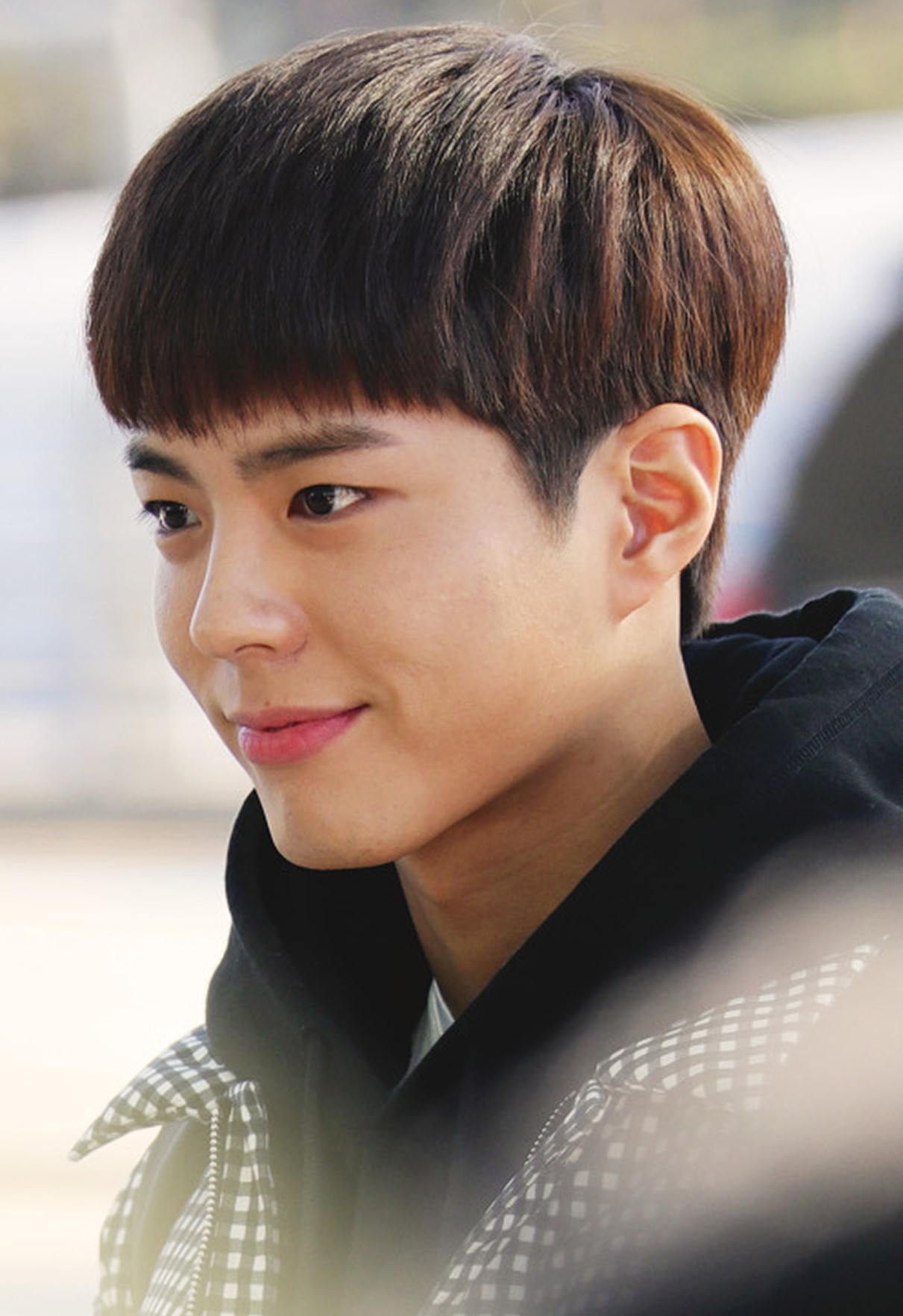
پارک در فرودگاه اینچئون در سال ۲۰۱۶

پارک، ستاره هالیو به دلیل شخصیت برجسته خود شناخته شده‌است. همکاران وی را ستایشگر «کودکی و مردانگی»، «تصویر آسان و طبقه بالا» و «پرشور و روشن و مثبت» می‌دانند. از تأثیر فرهنگ پاپ وی به عنوان «جادوی بو-گوم» یاد شده‌است و پس از مهتاب، پارک را «شاهزاده ولیعهد ملت» نامیده‌اند. او همچنین از محبت به عنوان نامزد برتر «داماد ملت» نامیده شده‌است که ناشی از هواداری متنوع وی از نوجوانان گرفته تا مادربزرگ‌ها است.
در سال ۲۰۱۶ و در سن ۲۳ سالگی، پارک جوانترین هنرمندی شد که توسط گالوپ کره به عنوان بازیگر سال معرفی شد. در سال ۲۰۱۷، او در صدر لیست مشهور کره قدرت مشهور مجله فوربس قرار گرفت، و او را به عنوان اولین بازیگری که انجام داد.

### تأییدها
Park Bo-gum تأیید کننده طیف گسترده‌ای از مارک‌های داخل و خارج از کره جنوبی است. «اثر پارک بو گوم»، که توسط مؤسسه تحقیقات تجاری کره ساخته شده‌است، به رتبه‌بندی شهرت بالای برند وی اشاره دارد که نشان دهنده اثربخشی وی به عنوان یک تأییدکننده در بین جمعیت‌های مختلف است. وی توسط مدیران بازاریابی به عنوان تأییدکننده برتر مشهور سال ۲۰۱۷ رای داده شد. پارک مشعل از بود المپیک ۲۰۱۸ زمستان به عنوان «کره را بازیگر نقش اول مرد، نماینده»، و ستایش از کوکا کولا.

## دیسکوگرافی

### مجردها
| سال                                                                        | عنوان                                      | نمودار قله {{سخ}} موقعیت‌ها | حراجی {{سخ}} (دیجیتال) {{سخ}} | آلبوم            |
| سال                                                                        | عنوان                                      | KOR {{سخ}} گائون {{سخ}} | حراجی {{سخ}} (دیجیتال) {{سخ}} | آلبوم            |
| مجردها                                                                     | مجردها                                     | مجردها | مجردها                        | مجردها           |
| -------------------------------------------------------------------------- | ------------------------------------------ | --- | ----------------------------- | ---------------- |
| ۲۰۱۹                                                                       | "بلومین"                                   | | —                             |                  |
| نمایش موسیقی متن فیلم                                                      |                                            | |                               |                  |
| ۲۰۱۶                                                                       | "شخص من (내 사람)"                         | 3 | - KOR: 335،۹۲۱+               | عشق در مهتاب OST |
| تک آهنگ‌های تبلیغاتی                                                        |                                            | |                               |                  |
| ۲۰۱۸                                                                       | "بگذارید ستاره‌ها را ببینیم (별 보러 가자)" | data-sort-value="" style="background: var(--background-color-interactive, #ececec); color: var(--color-base, #2C2C2C); vertical-align: middle; text-align: center; " class="table-na" \| — | EIDER 18 F / W CF             |                  |
| "-" نسخه‌هایی را نشان می‌دهد که نمودار نشده‌اند یا در آن منطقه منتشر نشده‌اند. |                                            | |                               |                  |